# Andrea Anderson
Andrea Arlene Anderson (Harbor City, 17 settembre 1977) è un'ex velocista statunitense.

## Biografia
Specializzata nei 400 metri piani, ha vinto la medaglia d'oro nella staffetta 4×400 metri ai Giochi olimpici di Sydney 2000.

## Palmarès
| Anno | Manifestazione      | Sede     | Evento  | Risultato | Prestazione | Note |
| ---- | ------------------- | -------- | ------- | --------- | ----------- | ---- |
| 1999 | Giochi panamericani | Winnipeg | 4×400 m | Argento   | 3'27"50     |      |
| 2000 | Giochi olimpici     | Sydney   | 4×400 m | Oro       | 3'22"62     |      |